# قصر بيزنطي مع كتابة لاتينية على الباب
قصر بيزنطي مع كتابة لاتينية على الباب  هو معلم أثري تونسي مصنف من قبل المعهد الوطني للتراث يقع في ولاية القصرين في الجنوب الغربي التونسي، تم تصنيف المعلم في يوم 12 ماي 1901.